# Mental ray
Mental ray là một ứng dụng kết xuất đồ họa với chất lượng dùng cho sản phẩm chuyên nghiệp được phát triển bởi mental images (Berlin, Đức). Mental Images đã được mua vào tháng 12 năm 2007 bởi Nvidia. 
Như tên đã ngụ ý, nó hỗ trợ phương pháp dò tia để tạo hình ảnh. Những đặc điểm của nó có thể so sánh với "RenderMan - thật như ảnh chụp", bộ kết xuất đồ họa tương thích RISpec của Pixar, ngoài ra nó còn có nhiều ưu nhược điểm riêng. Ví dụ như, đặc điểm tính toán GI đã được hỗ trợ bởi Mental ray trước PRman rất lâu. Bộ kết xuất đồ họa nào nhanh hơn luôn là một chủ đề nóng gây tranh cãi: Có những công đoạn kết xuất đồ họa cụ thể được thực hiện rất nhanh trong PRman (mặc dù ảnh hưởng tới sự chính xác vật lý) trong khi những công đoạn khác Mental ray lại nhanh hơn nhiều (VD: tính toán bao hàm quá trình dò tia phức tạp hoặc chiếu sáng tổng thể).
mental ray được sử dụng trong nhiều phim, bao gồm Người khổng lồ xanh, Ma trận tái lập & tiến hóa, Star Wars phần II: Cuộc xâm lăng của những người nhân bản, Thảm họa kinh hoàng và Hải vương thần.

## Đặc điểm
Đặc điểm chủ yếu của Mental ray là đạt được hiệu năng cao trong hỗ trợ xử lý song song trên cả các hệ thống đa nhân cũng như tại các trạm render. Phần mềm này dùng kỹ thuật tăng tốc như quét dòng cho việc xác định bề mặt ở cấp độ sơ cấp và sự phân vùng không gian nhị phân cho các tia kế tiếp (cấp độ thứ cấp). Nó cũng hỗ trợ tụ quang và tính toán chiếu sáng tổng thể chính xác về mặt vật lý dựa trên họa đồ quang tử. Bất kỳ sự kết hợp nào giữa tán xạ, tính sáng bóng, cũng như phản chiếu gương và sự truyền dẫn đều có thể được mô phỏng.
Mental ray được thiết kế để tích hợp vào ứng dụng của hãng thứ 3 thông qua giao diện lập trình ứng dụng hoặc dùng chương trình độc lập xử lý định dạng tập tin 3D.mi dành cho quá trình kết xuất hàng loạt. Cho tới thời điểm này có nhiều chương trình tích hợp sẵn bộ kết xuất đồ họa này như Autodesk Maya, Autodesk 3ds Max, AutoCAD, Revit, Softimage|XSI, Side Effects Software's Houdini, SolidWorks và CATIA của Dassault Système. Tất cả những phần mềm trên đều cung cấp thư viện định dạng vật liệu viết riêng cho chính chúng (đề cập ở dưới). Tuy định dạng vật liệu trong mental ray phân hóa như vậy, nhưng bất kỳ tập tin.mi nào cũng được xử lý như nhau độc lập với phần mềm tạo ra chúng.
Mental ray hoàn toàn có thể lập trình theo mục đích sử dụng, hỗ trợ các phân đoạn phụ kiên kết với nhau cũng như các định dạng vật liệu được viết bằng C hoặc C++. Đặc điểm này có thể giúp tạo khối hình học ngay trong quá trình kết xuất của bộ kết xuất đồ họa, các hoa văn thủ tục, các họa đồ giả nổi và họa đồ tạo khối, các hiệu ứng khí quyển, áp suất và ánh sáng theo khối, môi trường, thấu kính máy ảnh, các nguồn sáng.
Hỗ trợ những khối hình học gốc bao gồm đa giác, thứ phân bề mặt, và các bề mặt được vát/cắt tự do như NURBS, Bézier, cũng như đơn thức Taylor.
Mô tả hiện tượng phù hợp với cây định dạng vật liệu (DAG). Một sự biểu hiện trông giống như vật liệu bình thường đối với người dùng, và thực tế có thể là một vật liệu bình thường, nhưng nhìn chung có liên kết tới định dạng vật liệu DAG, cái mà có thể chứa thông tin giới thiệu cũng như sửa đổi dạng hình học của khối, thông tin ống kính, môi trường, cùng với các tùy chọn khác. Ý tưởng của Phenomenon là gộp thành nhóm những thành phần riêng lẻ và ẩn giấu sự phức tạp đi.
Năm 2003, Mental Images đã được vinh danh với giải thưởng của Viện Hàn lâm dành cho sự cống hiến của họ trong việc phát triển Mental ray đối với ngành công nghiệp phim ảnh.